# Archiprezbiterat Bailén-Mengíbar
Archiprezbiterat Bailén-Mengíbar – jeden z 15 archiprezbiteratów diecezji Jaén w Hiszpanii. 
Według stanu na lipiec 2016 w jego skład wchodziło 13 parafii. 

## Lista parafii
Źródło:
| Lp. | Miejscowość                                 | Parafia                                                 | Grafika | Kościół                                                              |
| --- | ------------------------------------------- | ------------------------------------------------------- | ------- | -------------------------------------------------------------------- |
| 1   | Bailén                                      | Parafia Najświętszego Zbawiciela                        |         | Kościół Najświętszego Zbawiciela w Bailén                            |
| 2   | Bailén                                      | Parafia Wcielenia Jezusa Chrystusa                      |         | Kościół Wcielenia Jezusa Chrystusa w Bailén                          |
| 3   | Bailén                                      | Parafia św. Józefa Obrero                               |         | Kościół św. Józefa Obrero w Bailén                                   |
| 4   | Cazalilla                                   | Parafia św. Marii Magdaleny                             |         | Kościół św. Marii Magdaleny w Cazalilla                              |
| 5   | Espeluy                                     | Parafia św. Katarzyny                                   |         | Kościół św. Katarzyny w Espeluy                                      |
| 6   | Jabalquinto                                 | Parafia Wcielenia Jezusa Chrystusa                      |         | Kościół Wcielenia Jezusa Chrystusa w Jabalquinto                     |
| 7   | Las Infantas                                | Parafia Najświętszego Serca Jezusowego                  |         | Kościół Najświętszego Serca Jezusowego w Las Infantas                |
| 8   | Mengíbar                                    | Parafia Niepokalanego Poczęcia Najświętszej Maryi Panny |         | Kościół Niepokalanego Poczęcia Najświętszej Maryi Panny w Mengíbar   |
| 9   | Mengíbar                                    | Parafia św. Piotra Apostoła                             |         | Kościół św. Piotra Apostoła w Mengíbar                               |
| 10  | Torrequebradilla                            | Parafia św. Franciszka z Paula                          |         | Kościół św. Franciszka z Paula w Torrequebradilla                    |
| 11  | Vados-Sotogordo (Villatorres y Mancha Real) | Parafia Trójcy Przenajświętszej                         |         | Kościół Trójcy Przenajświętszej w Vados-Sotogordo                    |
| 12  | Villanueva de la Reina                      | Parafia Narodzenia Najświętszej Maryi Panny             |         | Kościół Narodzenia Najświętszej Maryi Panny w Villanueva de la Reina |
| 13  | Villargordo                                 | Parafia Wniebowzięcia Najświętszej Maryi Panny          |         | Kościół Wniebowzięcia Najświętszej Maryi Panny w Villargordo         |